# Tadeusz Myśliwiec
Tadeusz Myśliwiec (ur. 16 września 1929, zm. 7 maja 2000) – polski samorządowiec, wieloletni wiceprezydent Legnicy, w roku 1984 oraz 1990 pełniący obowiązki prezydenta Legnicy.
Absolwent Wydziału Prawa Uniwersytetu Wrocławskiego. Prawie całe życie przepracował w strukturach samorządowych Legnicy. Przez jedenaście lat pełnił funkcję wiceprezydenta miasta ds. Oświaty, Kultury i Służby Zdrowia. Dwukrotnie, w 1984 i 1990 r. pełnił obowiązki prezydenta miasta.
Został pochowany na  cmentarzu komunalnym w Legnicy (sektor 7, nr rzędu 1, nr grobu 1).
W 2000 pośmiertnie wyróżniony tytułem Honorowego Obywatela Legnicy.
Imieniem Tadeusza Myśliwca  nazwano ulicę na legnickich Bielanach.